# Laveraët
Laveraët (1801 mit der Schreibweise Laveract; okzitanisch: L’Agroet) ist eine französische Gemeinde mit 102 Einwohnern (Stand: 1. Januar 2022) im Département Gers in der Region Okzitanien. Sie gehört zum Arrondissement Mirande und zum Gemeindeverband  Bastides et Vallons du Gers. Die Einwohner nennen sich Laveraëtois.

## Geografie
Die Gemeinde Laveraët liegt in der Landschaft Armagnac, 40 Kilometer nördlich von Tarbes und 42 Kilometer südwestlich von Auch. Das Gelände im 11,86 km² großen Gemeindegebiet ist durch sanfte Hügel und aus einem Wechsel von Äckern, Wiesen und kleinen Wäldern geprägt. Im Süden begrenzt der Fluss Bouès die Gemeinde. Im Gemeindegebiet befinden sich mehrere kleine Stauseen, die dem Hochwasserschutz und der Bewässerung der Felder dienen. Laveraët besteht aus mehreren kleinen Einzelhöfen und Weilern, die meist bastidenartig auf Bergrücken oder Hügelkuppen liegen. Nahe dem Weiler Téoulère im äußersten Osten der Gemeinde liegt mit 273 m über dem Meer der höchste Punkt. Umgeben wird Laveraët von den Nachbargemeinden Mascaras im Norden, Bassoues im Nordosten, Saint-Christaud im Osten, Monlezun im Süden sowie Marciac im Westen.

## Bevölkerungsentwicklung
| Jahr      | 1962 | 1968 | 1975 | 1982 | 1990 | 1999 | 2006 | 2014 | 2021 |
| --------- | ---- | ---- | ---- | ---- | ---- | ---- | ---- | ---- | ---- |
| Einwohner | 178  | 173  | 143  | 131  | 134  | 104  | 119  | 106  | 104  |

Im Jahr 1846 wurde mit 505 Bewohnern die bisher höchste Einwohnerzahl ermittelt. Die Zahlen basieren auf den Daten von cassini.ehess und INSEE.

## Sehenswürdigkeiten
- Kirche Saint-Martin

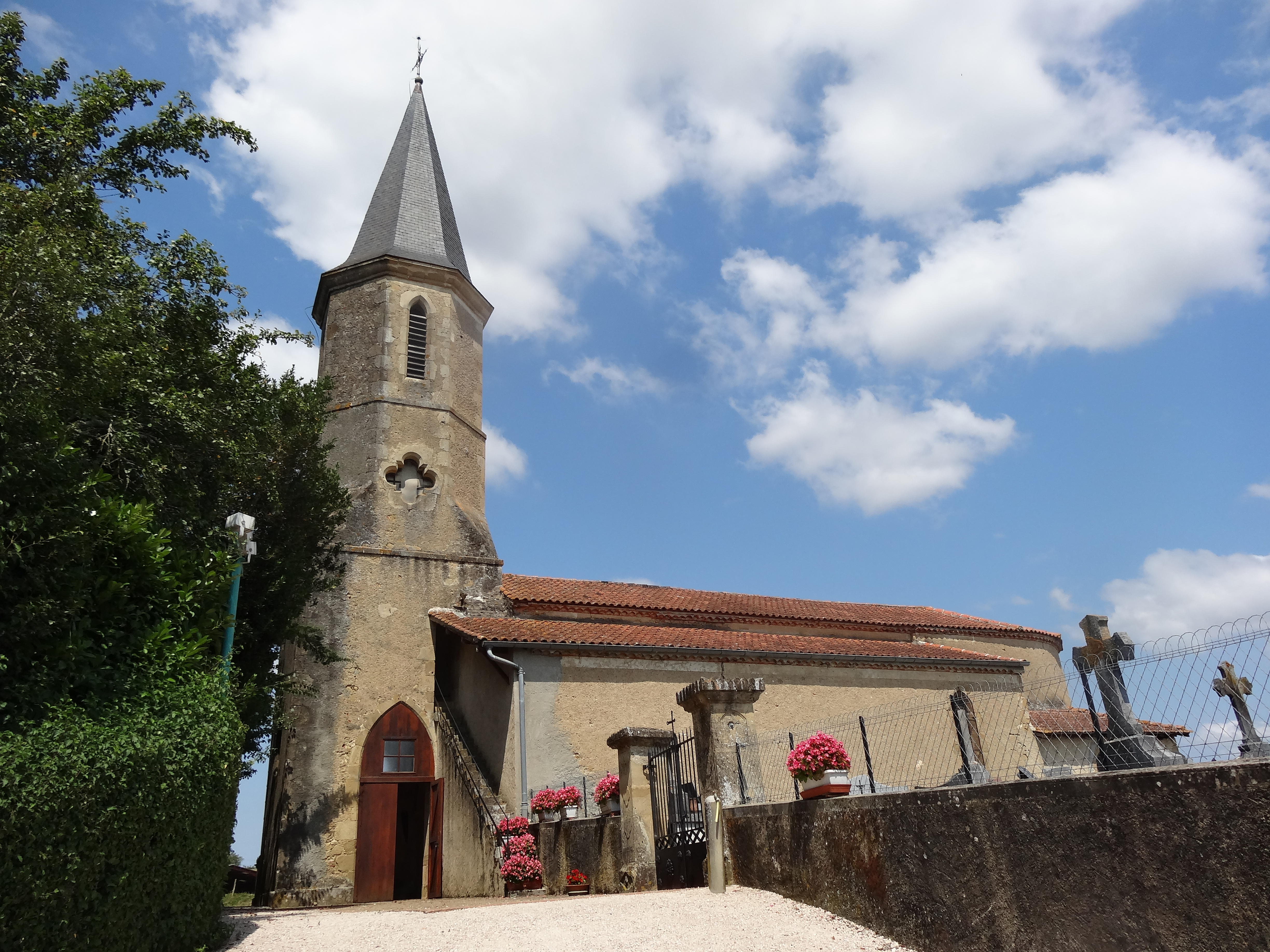
Kirche St. Martin
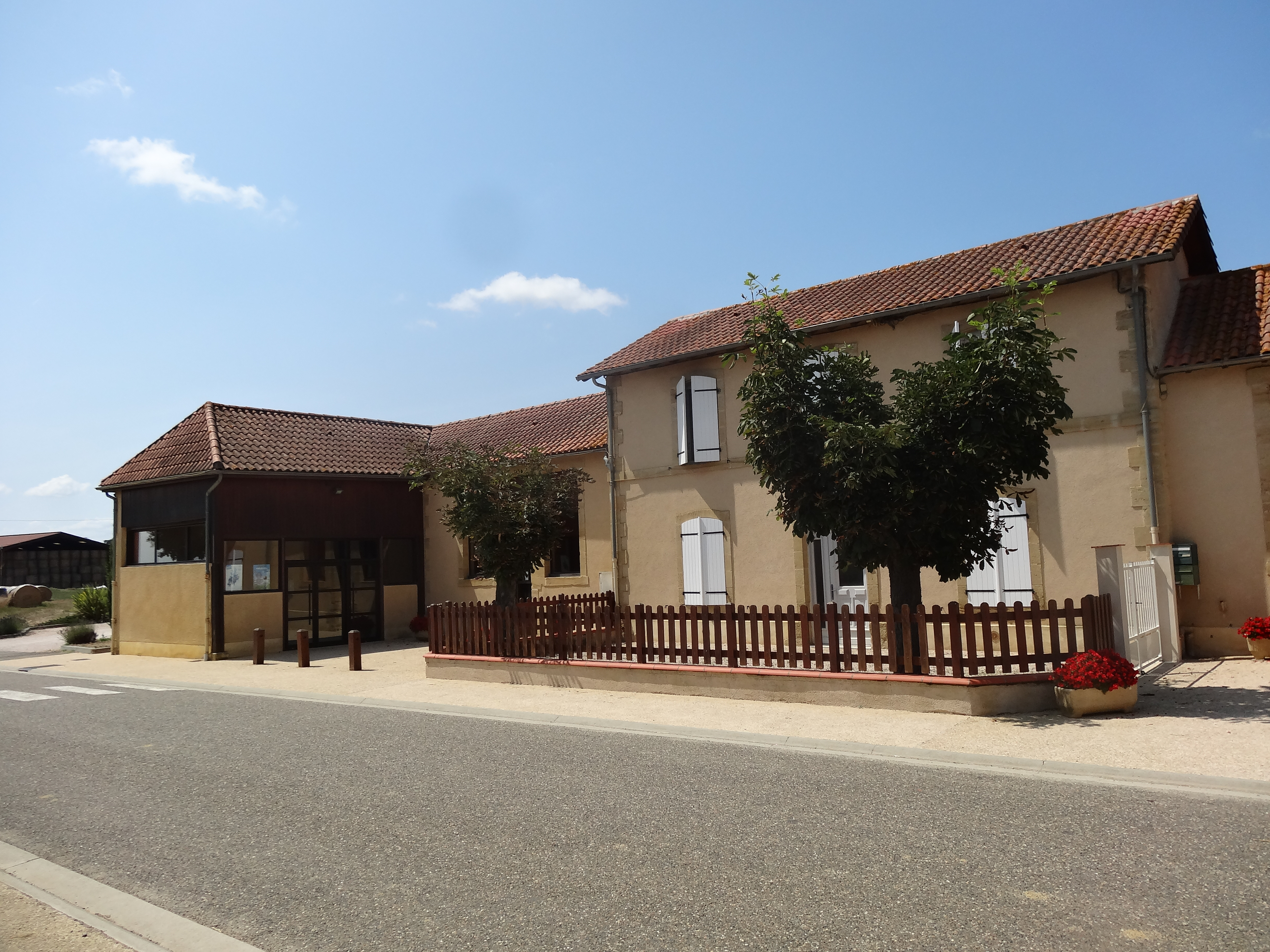
Ehemalige Schule
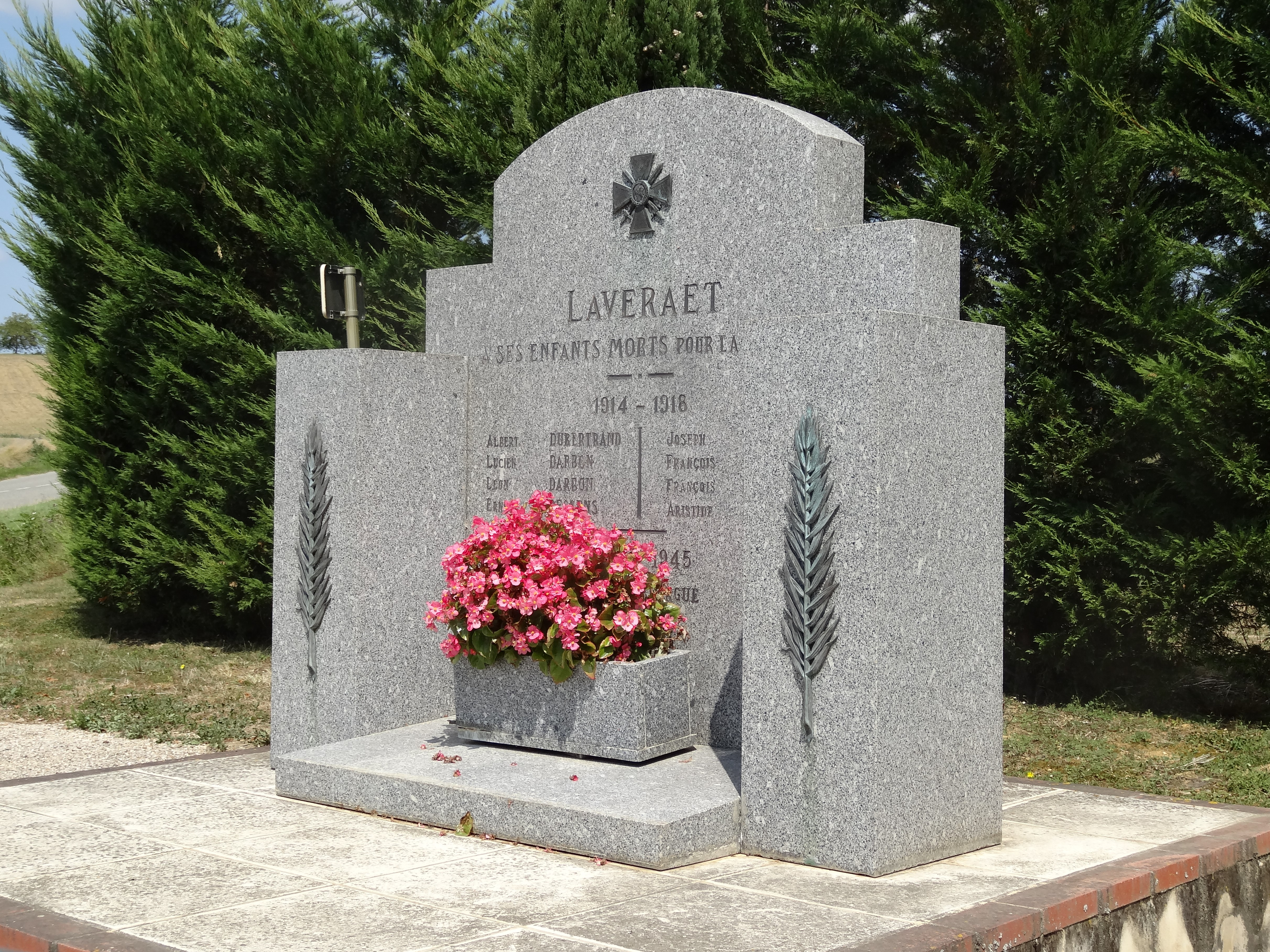
Gefallenendenkmal

## Wirtschaft und Infrastruktur
In Laveraët sind 19 Landwirtschaftsbetriebe ansässig (Getreideanbau, Rinder-, Schweine- und Geflügelzucht).
Laveraët liegt abseits der überregional wichtigen Verkehrsströme. Durch die Gemeinde führt die Fernstraße D 943  von Maubourguet nach Auch. 55 Kilometer westlich von Laveraët besteht ein Anschluss an die Autoroute A65. Der Bahnhof in der 42 Kilometer entfernten Stadt Auch bietet Verbindungen nach Toulouse, Eauze, Vic-en-Bigorre und Bon-Encontre.

## Belege
1. ↑  Ortsname auf cassini.ehess.fr
2. ↑  Laveraët auf cassini.ehess
3. ↑  Laveraët auf INSEE
4. ↑  Landwirtschaftsbetriebe auf annuaire-mairie.fr